# Le Correspondant (revue)
Pour les articles homonymes, voir Le Correspondant.
Le Correspondant est une revue catholique française, fondée en mars 1829 par Louis de Carné, Edmond de Cazalès et Augustin de Meaux. La devise de cette revue d’orientation catholique et royaliste modérée était : « Liberté civile et religieuse par tout l’univers ». La publication cesse en 1831, avant de renaître à partir de 1843, sous forme de revue mensuelle, sous la direction d'Edmond Wilson et Victor-Amédée Waille (1798-1876). Jean Luglien de Jouenne d'Esgrigny en est l'un des premiers actionnaires.
Tombé en sommeil, puis relancé en 1855 par le comte de Montalembert comme organe catholique d’opposition au Second Empire et au journal L'Univers de Louis Veuillot, Le Correspondant devient alors le lieu d’expression de catholiques libéraux et royalistes modérés, inquiets de l'adhésion presque complète de l'Église de France à la dictature impériale, et opposés aux théories réactionnaires défendues par l'autorité pontificale.
Le comité de rédaction rassemble alors Montalembert, le comte de Falloux, Albert de Broglie, le journaliste Charles Lenormant, Augustin Cochin, ainsi que Théophile Foisset. S’ajoutent à eux comme rédacteurs importants les ecclésiastiques Félix Dupanloup et Henri Lacordaire, les anciens ministres Villemain et Saint-Marc Girardin.
Lacordaire y publie en 1856 son éloge de Frédéric Ozanam, mort en 1853, ainsi que ses Lettres à un jeune homme sur la vie chrétienne ; Albert de Broglie y publie son étude sur l’Église et l’Empire romain au IVe siècle, et Montalembert des extraits des Moines d’Occident.
Armand de Melun et Augustin Cochin publient des articles sur les questions sociales, contribuant ainsi à définir le nouveau catholicisme social.
Finalement, le Correspondant est suspendu le 10 septembre 1870 après la mort de Montalembert et la naissance de la Troisième République.
La revue reparaît à partir du 25 juin 1871, jusqu’en 1937, date à laquelle le Correspondant est absorbé par la revue jésuite française Études.